# Calyptophilus tertius
Calyptophilus tertius (лат.) — редкий вид птиц семейства Calyptophilidae. Эндемик острова Гаити, обитает в горах Сьерра-де-Баоруко, От и Сель. Коричнево-серая птица с белой грудью, длинным острым клювом и длинным хвостом, напоминает пересмешников. Она крупнее корнихона, отличается от него более тёмным оперением и почти полным отсутствием жёлтых меток. Рацион этой скрытной птицы, по-видимому, включает фрукты и мелких беспозвоночных. В начале XXI века были обнаружены громоздкие чашеобразные гнёзда, которые птицы снабжают куполом и входом и устраивают в густом кустарнике на высоте около 1,5 м. Кожа вылупившихся птенцов покрыта длинным чёрным пухом.
Международный союз охраны природы относит его к уязвимым видам. Calyptophilus tertius был описан Александром Ветмором в 1929 году. Некоторые учёные выделяли два подвида, в то время как другие синонимизировали его с корнихоном, увеличивая число подвидов последнего до четырёх. Вид относится к роду корнихоны, который был выделен Международным союзом орнитологов в монотипичное семейство Calyptophilidae.

## Описание
Calyptophilus tertius — птицы среднего размера с длиной тела 20—21 см и массой 40,2—55,3 г. Американские орнитологи Александр Ветмор и Брэдшоу Холл Свейлс (Bradshaw Hall Swales) в 1931 году приводили следующие размеры: длина крыла — 97,3 мм, хвоста — 102 мм, клюва — 23,9 мм, цевки — 31,2 мм. Этот вид немного крупнее родственного корнихона (Calyptophilus frugivorus).
У C. tertius длинный острый клюв, крупные сильные оперённые и неоперённые части ног, длинный хвост, скруглённый на конце. Оперение тусклое, голова окрашена в насыщенный оливково-коричневый цвет, более тёмный на макушке, на уздечке (области между клювом и глазом) расположено небольшое рыжее пятно. Оперение сверху рыжевато-коричневое, горло и оперение груди — белое, по бокам груди и снизу переходит в серовато-коричневое. Кроющие перья под крылом желтоватые, их можно заметить на сгибе крыла. Радужка глаза тёмно-коричневая; надклювье — чёрное, подклювье — светло-серое. Ноги серого цвета. Половой диморфизм в оперении отсутствует. Молодые особи описаны не были. Во время исследований в национальном парке Сьерра-де-Баоруко учёные определяли самцов и самок C. tertius по разнице в размерах: длина крыла самца составляла в среднем 93,44 мм, самки — 83,5 мм, длина хвоста — 105,81 мм и 89,42 мм соответственно; масса — 53,58 г и 44,67 г.
Американский орнитолог Джеймс Бонд в 1928 году описывал C. tertius как одного из самых искусных певцов Доминиканской Республики, сравнивая его песни «chip-chip-chip-swerp-swerp-swerp» или «swerp-swerp-swerp-chip-chip-chip» с тиканьем дешёвых часов. Песню C. tertius «wee-chee-chee-chee», которую исполняют и самцы, и самки, можно услышать преимущественно на рассвете. Бонд сравнивал пение Calyptophilus tertius с крапивниками (Troglodytes) и утверждал, что оно сильно отличается от пения пальмовых танагров (Phaenicophilus).
Внешним видом и вокализацией C. tertius очень похож на корнихона. Помимо чуть более крупных размеров, он отличается более тёмным оперением с рыжими оттенками в верхней части, отсутствием жёлтого кольца вокруг глаза и намного более длинным хвостом. Вокализация C. tertius слабее и шумнее, чем у C. frugivorus. Схожие размеры имеют обитающие на той же территории два представителя рода настоящие дрозды (Turdus), которые также предпочитают проводить время около земли, но их оперение заметно более красное. Кроме того, внешним видом птицы напоминают певчих пересмешников (Mimus).

## Распространение

### Ареал

Ареал Calyptophilus tertius

C. tertius обитает высоко в горах на юго-востоке острова Гаити. На территории Доминиканской Республики его ареал преимущественно приходится на Сьерра-де-Баоруко, а на территории Гаити — на массивы От (Massif de la Hotte) и Сель (Massif de la Selle). Общая площадь непосредственного ареала (англ. extent of occurence) составляет 15 100 км². Птиц отмечали на высоте 745—2200 м над уровнем моря; по мнению специалистов Международного союза охраны природы, птицы встречаются на высоте 1000—2200 м над уровнем моря. В Доминиканской Республике в горах Сьерра-де-Баоруко, в части Центральной Кордильеры и на южных склонах Сьерра-де-Нейба (Sierra de Neiba) птицы встречаются на высоте от 1300 м. Подробные исследования связи геологии острова с распространением корнихонов были опубликованы Андреа Таунсенд (Andrea Townsend) с соавторами в 2017 году.
C. tertius предпочитает широколиственные леса и густые кустарники, особенно вдоль оврагов и около ручьёв; ведёт оседлый образ жизни. Во время исследований в национальном парке Сьерра-де-Баоруко на высоте 1775—1850 м над уровнем моря один участок, на котором наблюдали C. tertius, представлял собой широколиственный лес, вплотную примыкающий к хвойному с преобладанием сосны западной (Pinus occidentalis) высотой до 25 м с редким подлеском, а другой — широколиственный лес с регулярными вкраплениями хвойных деревьев.

### Охранный статус
Международный союз охраны природы относит C. tertius к уязвимым видам (VU). На основании известной плотности птиц в некоторых частях ареала и площади самого ареала численность вида оценивается в 10—20 тысяч особей, или 6,7—13,3 тысячи взрослых особей. Некоторые исследователи полагают, что это наиболее редкий и уязвимый эндемичный вид острова Гаити. Птицы, по-видимому, вымерли в горах Сель.
В 2003—2014 годы площадь лесов в его ареале сократились на 5 %. Потеря среды обитания оказывает существенное влияние на численность птиц, хотя в некоторых высокогорных регионах птицы встречаются довольно часто. В границах ареала находится несколько заповедников как на территории Доминиканской Республики, так и на территории Гаити, однако общая бедность не позволяет осуществлять на них природоохранные мероприятия в достаточном объёме. Недавнее землетрясение также оказало влияние на сохранность среды обитания C. tertius.

## Питание
C. tertius — очень скрытная птица, которая добывает корм на земле. О рационе известно мало, возможно, он включает мелких беспозвоночных и небольшое количество фруктов. Как и корнихоны, птицы кормятся парами.

## Размножение
Сезон размножения, вероятно, приходится на май — июль. 16 мая 2002 года и 18 мая 2003 годов были отловлены самки с хорошо сформированным наседным пятном.
Одно из двух известных гнёзд C. tertius было обнаружено 17 мая 2002 года, другое — 9 июня 2004 года. До этого Бонд в 1943 году сообщал о гнезде, которое могло принадлежать C. tertius. Для поиска гнёзд учёные отловили птиц и снабдили их радиомаяками, им также удалось впервые обнаружить гнездо белокрылой ксенолигии (Xenoligea montana) (два гнезда этой птицы, отмеченные в начале 1900-х годов, поставлены учёными под сомнение, так как сильно отличаются от современного описания). Гнёзда C. tertius были расположены на высоте1—1,5 м над землёй. Одно находилось в густой чаще на своеобразной горизонтальной подстилке под веткой широколиственного кустарника высотой 2,5 м, выступающего над остальным подлеском, а другое — на стволе Pimenta racemosa var. ozua на лесной поляне недалеко от часто используемой пешеходной тропы. Высота дерева достигала 13 м, крона начиналась с 7,5 м, а диаметр ствола в районе груди составлял 19,7 см.
C. tertius строит громоздкое чашеобразное гнездо с нависающим куполом и «парадным» входом. Основными материалами служат мелкие веточки диаметром 2—4,5 мм (во втором случае учёные отметили несколько «основных» веточек в конструкции гнезда) и грубые травянистые стебли, усики винограда, мох, листовые лишайники. Снаружи гнездо покрыто цельными листьями широколиственных деревьев, были обнаружены листья по меньшей мере трёх видов деревьев. Изнутри чаша гнезда выстлана мелкими стеблями и кусочками листьев. В первом случае внешние размеры гнезда составили 21,5 см от задней стенки до основания гнезда и 14,5 см от задней стенки до верха входного отверстия, расстояние между сторонами гнезда — 23,5 см; внутренние размеры составили 13,1 см от задней стенки до передней, 11,1 см между сторонами гнезда, глубина чаши — 5 см, а общая высота — 13,1 см. Во втором случае внешние размеры составили 28,5 см от задней стенки до передней, 27 см между сторонами, 26,0 см — высоту гнезда; внутренние размеры составили 9,1 см от задней стенки до передней, 7,7 см между боковыми стенами, 5,5 см — глубину чаши и 14,3 см — высоту; высота входа — 8,7 см, ширина — 8,2 см.
Одно из найденных гнёзд, скорее всего, подверглось атаке хищников и уже пустовало, под ним была обнаружена яичная скорлупа. Во втором гнезде 9 июня было обнаружено два светло-голубых яйца с неравномерными светло-коричневыми и тёмно-коричневыми пятнами. Размеры яиц составили 27,8 × 18,7 мм и 28,9 × 18,8 мм.
Птенцы появились на свет 19 и 20 июня. Их кожа тёмно-розового цвета была покрыта длинным чёрным пухом; клювы были беловатыми. Последний раз птенцов видели днём 25 июня, по-видимому, гнездо также подверглось атаке хищников (скорее всего, млекопитающих). Во время наблюдений птица меньшего размера (предположительно, самка) оставалась на гнезде 10—15 минут каждый час, повернувшись лицом ко входу. Выкармливанием птенцов занимались оба родителя: самец принимал участие время от времени, а самка, если не сидела на гнезде, приносила пищу каждые 15—20 минут. Кроме того, она удаляла фекалии из гнезда. Самец регулярно исполнял песни на расстоянии не больше 10 м от гнезда. Во время кормления самка издавала короткий сигнал «chip-chip», а приближаясь к гнезду частый «tick, tick, tick, tick …».
Обнаружившие гнёзда учёные указывают на высокий риск нападения хищников, особенно инвазивных кошки (Felis catus), чёрной (Rattus rattus) и серой (Rattus norvegicus) крыс, на низкорасположенные гнёзда.

## Систематика
C. tertius был описан Александром Ветмором в 1929 году на основе нескольких экземпляров, полученных на склонах горного массива От на юго-западе острова в 1917 году экспедицией Уильяма Брюстера и Леонарда Сэнфорда. Ветмор и Свейлс выделяли два подвида Calyptophilus tertius: птиц со склонов массива Сель, отличающихся более оливковым цветом оперения и чуть меньшими размерами, они относили к подвиду Calyptophilus tertius selleanus. Несмотря на предложение Ветмора и Свейлса, многие учёные рассматривали все разновидности корнихонов в рамках вида Calyptophilus frugivorus. Повторное предложение разделить вид на два поступило от Недры Клейн (Nedra Klein), которая в 1999 году провела морфологический и молекулярный анализ одной птицы с Сьерра-де-Баоруко и одной птицы с Сьерра-де-Нейба (Sierra de Neiba) и сформулировала разницу между представителями рода. Позднее эти исследования были подтверждены другими учёными, и Международный союз орнитологов выделил птиц в отдельный вид Calyptophilus tertius. Согласно классификации Международного союза орнитологов подвидов не выделяется.
Род корнихоны (Calyptophilus) в разное учёные относили к пересмешниковым (Mimidae) (на основе ошибочного подсчёта числа первостепенных маховых перьев) или к танагровым (Thraupidae). Кит Баркер (F. Keith Barker) с соавторами в 2013 году опубликовал результаты молекулярных исследований около 200 видов североамериканских воробьинообразных птиц с девятью маховыми перьями, которых традиционно выделяют в большую группу. Согласно этим исследованиям, корнихоны являются сестринским таксоном по отношению к обширной кладе, включающей кардиналовых (Cardinalidae), танагровых и Mitrospingidae (ещё одно новое семейство, выделенное по результатам этого исследования). На их основании Международный союз орнитологов выделил род в монотипическое семейство Calyptophilidae.